# Killermet Cove
Die Killermet Cove ist eine Bucht am südwestlichen Ende der Bryde-Insel vor der Danco-Küste des Grahamlands auf der Antarktische Halbinsel. Sie liegt nördlich des Rudolphy Point.
Die Bucht ist erstmals auf einer argentinischen Landkarte aus dem Jahr 1950 verzeichnet. Das UK Antarctic Place-Names Committee benannte sie 1960 nach einer Begebenheit, bei der sich drei Wissenschaftler des Falkland Islands Dependencies Survey im Mai 1957 während der Umrundung der Bryde-Insel in ihren Dingis vor Killerwalen flüchtend in diese Bucht retteten.